# SSV Ulm Fußball
El SSV Ulm 1846 Fußball es un club de fútbol de Ulm, Baden-Wurtemberg, Alemania. A partir de la temporada 2025-26, jugará en la 3. Liga, la tercera categoría del fútbol nacional, tras haber descendido.

## Historia
Fue fundado en el año 1926 con el nombre Ulmer Rasensportverein tras declararse independiente del Turnerbund Ulm (fundado en 1846). En 1939 se fusionaron con el Ulmer Fußballverein y sus viejos compañeros del TB Ulm y TV Ulm, para crear al TSG Ulm 1846. Jugaron en los torneos regionales hasta su afiliación a la Gauliga Würtemberg, una de las 16 ligas creadas bajo la reestructuración del fútbol alemán a causa del Tercer Reich en la temporada 1939/40, permaneciendo en él hasta el fin de la Segunda Guerra Mundial. 
Después jugaron en la 2. Oberliga Süd (II) y en algunas ocasiones jugaron en la Oberliga Süd (I). Fueron uno de los equipos fundadores de la Regionalliga Süd (II) en 1963 luego del nacimiento de la Bundesliga, la nueva liga de fútbol profesional de Alemania, hasta que descendieron luego de un par de temporadas. En 1968 se les unió el RSVgg Ulm y el 1970 se fusionaron con el 1. Spiel- und Sportverein Ulm para dar origen al SSV Ulm 1846.
En 1980, luego de estar en la Amateurliga Würtemberg (III) desde 1970, lograron ascender a la 2. Bundesliga, donde pasaron 6 de los siguientes 10 años, normalmente en los lugares de abajo de la tabla, excepto en 1982, donde quedaron en la quinta posición. Hicieron su mejor momento en la temporada 1998/99, cuando quedaron en tercer lugar en la 2. Bundesliga y ascendieron a la Bundesliga por primera vez en su historia, pero no les fue bien desde el principio, ya que nunca pasaron del lugar 16 de la tabla y descendieron. La siguiente temporada fue un desastre para el club, donde no pudieron superar el lugar 16 de la tabla y descendieron a la Regionalliga Süd (III), donde debido al caótico estado de sus finanzas, se les fue negada la licencia para jugar y fueron descendidos a la Verbandsliga Würtemberg (V), donde luego de buenos años, retornaron a la Regionalliga Süd (IV) en el 2008. El 9 de marzo del 2009 su departamento de fútbol se separó del SSV Ulm 1846 para volverse independiente.
Debido al escándalo de arreglo de partidos en el año 2009, el club tuvo a 3 jugadores implicados: Davor Kraljević, Marijo Marinović y Dinko Radojević. En enero del 2011 el club se declaró insolvente, y los resultados obtenidos en la temporada 2010/11 fueron borrados, por lo que fueron descendidos a la Oberliga Baden-Würtemberg (V)
, donde al año siguiente obtuvieron el ascenso a la recién creada Regionalliga Südwest (IV).

## Palmarés
- 3. Liga (1): 2023-24
- Campeonato Amateur de Alemania (1): 1996

- Regionalliga Süd (1): 1998

- Regionalliga Südwest: (1): 2023

- Oberliga Baden-Württemberg (7): 1979, 1982, 1983, 1986, 1993, 1994, 2012, 2016)

- Amateurliga Württemberg (7): 1946, 1950, 1955, 1972, 1973, 1977, 1978

- Copa Württemberg (7): 1957, 1982, 1983, 1992, 1994, 1995, 1997

## Temporadas recientes
Estas son las temporadas del club desde 1999:
| Temporada | Liga                       | División | Posición                  |
| 1999–2000 | Bundesliga                 | I        | 16º ↓                     |
| 2000–01   | 2. Bundesliga              | II       | 16º ↓                     |
| 2001–02   | Verbandsliga Württemberg   | V        | 2º ↑                      |
| 2002–03   | Oberliga Baden-Württemberg | IV       | 2º                        |
| 2003–04   | Oberliga Baden-Württemberg | IV       | 6º                        |
| 2004–05   | Oberliga Baden-Württemberg | IV       | 2º                        |
| 2005–06   | Oberliga Baden-Württemberg | IV       | 3º                        |
| 2006–07   | Oberliga Baden-Württemberg | IV       | 2º                        |
| 2007–08   | Oberliga Baden-Württemberg | IV       | 2º ↑                      |
| 2008–09   | Regionalliga Süd           | IV       | 7º                        |
| 2009–10   | Regionalliga Süd           | IV       | 6º                        |
| 2010–11   | Regionalliga Süd           | IV       | ↓ anulada por insolvencia |
| 2011–12   | Oberliga Baden-Württemberg | V        | 1º ↑                      |
| 2012–13   | Regionalliga Südwest       | IV       | 10º                       |
| 2013–14   | Regionalliga Südwest       | IV       | 15º ↓                     |

- Con la introducción de las Regionalligas en 1994 y de la 3. Liga en el 2008 como el nuevo tercer nivel por detrás de la 2. Bundesliga, todas las ligas bajaron un nivel. En el 2012, las Regionalligas pasaron de 3 a 5 y todos los equipos de la Regionalliga Süd excepto los clubes de Baviera ingresaron a la nueva Regionalliga Südwest.

## Entrenadores
- 1970–1971 Fritz Schollmeyer
- 1971–1974 Željko Čajkovski
- 1974–1977 Klaus Niemuth
- 1977–1980 Klaus-Peter Jendrosch
- 1980–1981 Jörg Berger
- 1981–1982 Werner Kern
- 1982–1984 Paul Sauter
- 1984 Hannes Baldauf
- 1984-1985 Fritz Fuchs
- 1985 Walter Modick
- 1985–1988 Werner Nickel
- 1988–1989 Klaus Toppmöller
- 1989–1990 Erich Steer
- 1990–1994 Paul Sauter
- 1994–1995 Rainer Ulrich
- 1995 Bernd Hoffmann
- 1995–1996 Martin Gröh
- 1996–1999 Ralf Rangnick
- 1999–2000 Martin Andermatt
- 2000–2001 Hermann Gerland
- 2001–2002 Harry Brobeil
- 2002–2003 Stefan Anderl
- 2003–2005 Dieter Märkle
- 2005–2007 Marcus Sorg
- 2007–2008 Paul Sauter
- 2008–2009 Markus Gisdol
- 2009 Manfred Paula
- 2009–2010 Ralf Becker
- 2010–2011 Janusz Góra
- 2011–2012 Paul Sauter
- 2012 Stephan Baierl
- 2012-2013 Paul Sauter
- 2013-2014 Oliver Unsöld
- 2014 Herbert Zanker
- 2014-2017 Stephan Baierl
- 2017-2019 Tobias Filtsch
- 2019- Holger Bachthaler